# Costa Fortuna (schip, 2003)
De Costa Fortuna is een cruiseschip van Costa Crociere.

## Omschrijving
De Costa Fortuna is gebouwd in 2003 op hetzelfde platform als de Carnival Cruise Lines 'Destiny-klasse'. Ze liet zich inspireren door de Italiaanse stoomschepen van het verleden. Modellen van deze schepen zijn te bezichtigen in de openbare ruimtes van het schip zelf. In het atrium staan de modellen van de 26 vroegere en huidige schepen van de vloot van Costa,ondersteboven weergegeven naar beneden, op het plafond tot en met de Fortuna zelf.

## Foto's

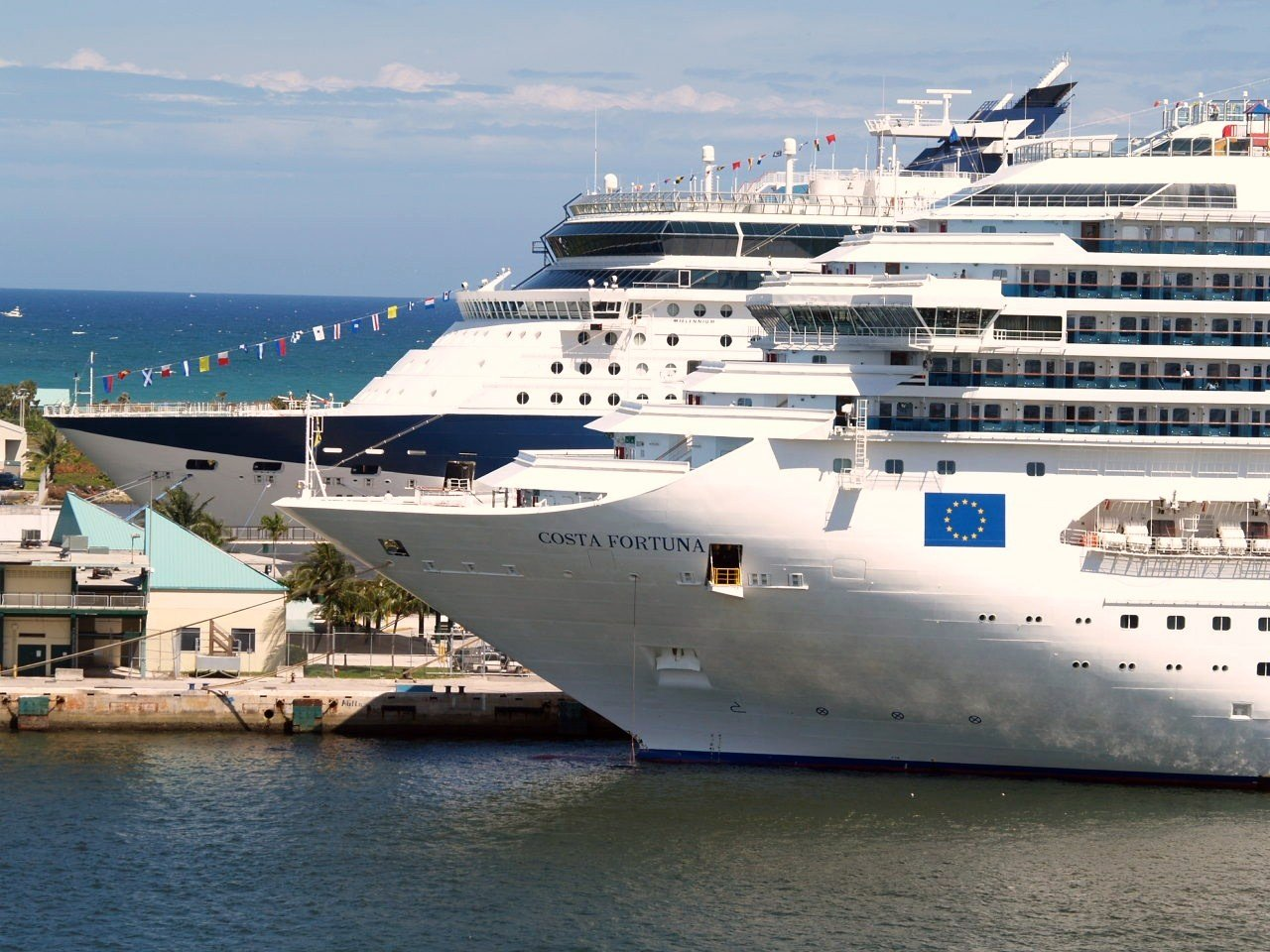
Costa Fortuna
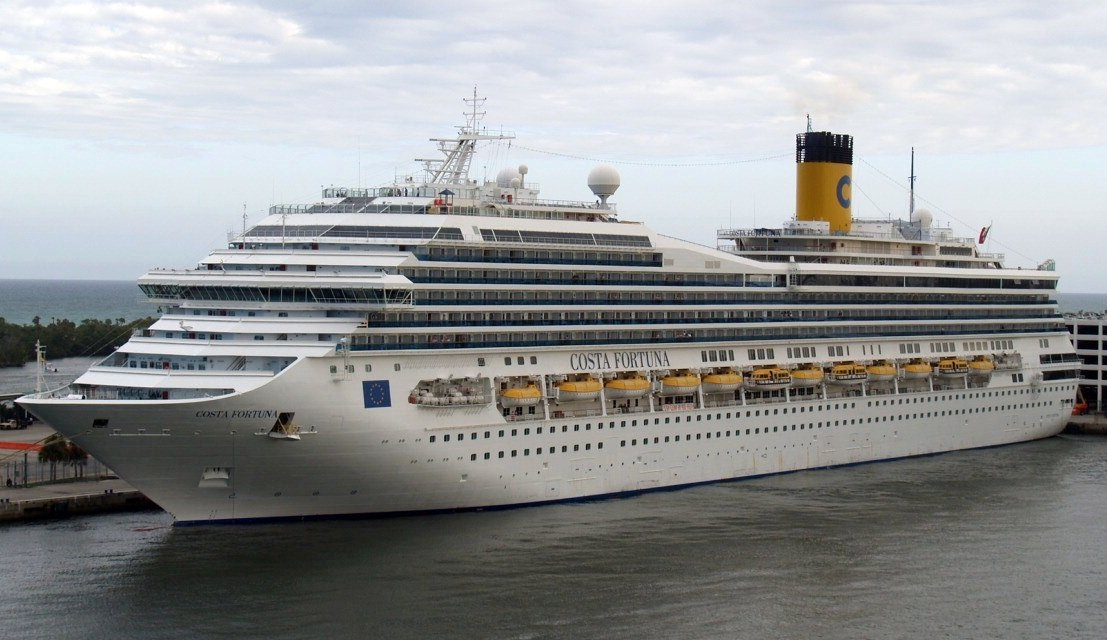
Costa Fortuna in Fort Lauderdale